# بویونگسان (چانچئون/هواچون)
بویونگسان (به لاتین: Buyongsan) یک کوه در کره جنوبی است. بویونگسان ۸۸۲ متر بالاتر از سطح دریا واقع شده‌است.